# Тёпфер, Родольф
Родольф Тёпфер (нем. Rodolphe Töpffer, Toepffer; 31 января 1799, Женева, — 8 июня 1846, там же) — швейцарский писатель, художник и педагог. Его называют изобретателем комиксов.
Закончил кальвиновский коллеж, где проявил себя, как карикатурист. Но мечта стать карикатуристом не сбылась из-за болезни глаз. Его первой пробой на литературном поприще стала басня «Горшки». Это произведение было отвергнуто издателем «Женевского альманаха» за высмеивание быстро разбогатевших выскочек из низшего сословия. Также не удалось издать политические речи Демосфена с греческим текстом и французским переводом, а также комментарием. Отправившись в Париж, Тёпфер решает стать педагогом; заканчивает Женевскую академию и начинает работать младшим учителем в пансионе пастора Хайера.

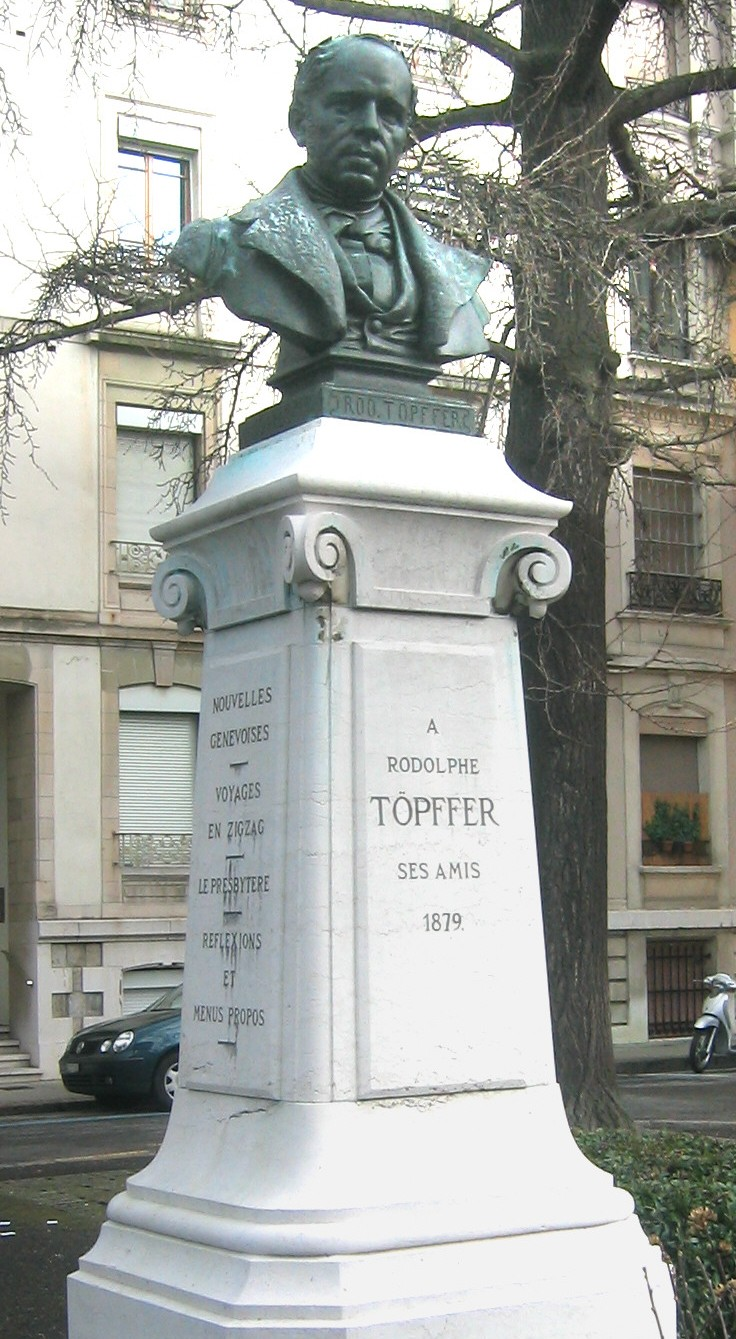
Памятник Тёпферу в Женеве

В 1824 году женится и основывает сообственный пансион — «институт Тёпфера». В этом заведении обучалось около 40 воспитанников из разных стран. С ними он ходит походы и ведёт «Путевой журнал», который впоследствии войдёт в основу первой серии альбомов «Путешествия зигзагами» (Voyages en zigzag).
Тёпфер рисовал забавные картинки с подписями, чтобы развлечь своих учеников, и изначально не собирался их издавать. В частности, он создал «Историю господина Жабо» — приключения человека, пытающегося выдать себя за «светского льва». Друг Тёпфера показал «Историю господина Жабо» Гёте, которому она очень понравилась, и в 1833 году Тёпфер издал её как книгу. Затем он издал еще несколько похожих альбомов — «Доктор Фестус», «Приключения Альбера» и другие.
Художественные произведения Тёпфера были высоко оценены . В 1826 году в брошюре, посвящённой разбору выставки в Женеве он призывал отказаться от классических представлений в искусстве. Одновременно со своими художественными проявлениями Родольф Тёпфер пишет литературные произведения: «Библиотека моего дяди», «Наследство», «Страх», «Элиза и Видмер», «Генриетта» и др.
Похоронен на женевском кладбище Королей.

## Публикации текстов

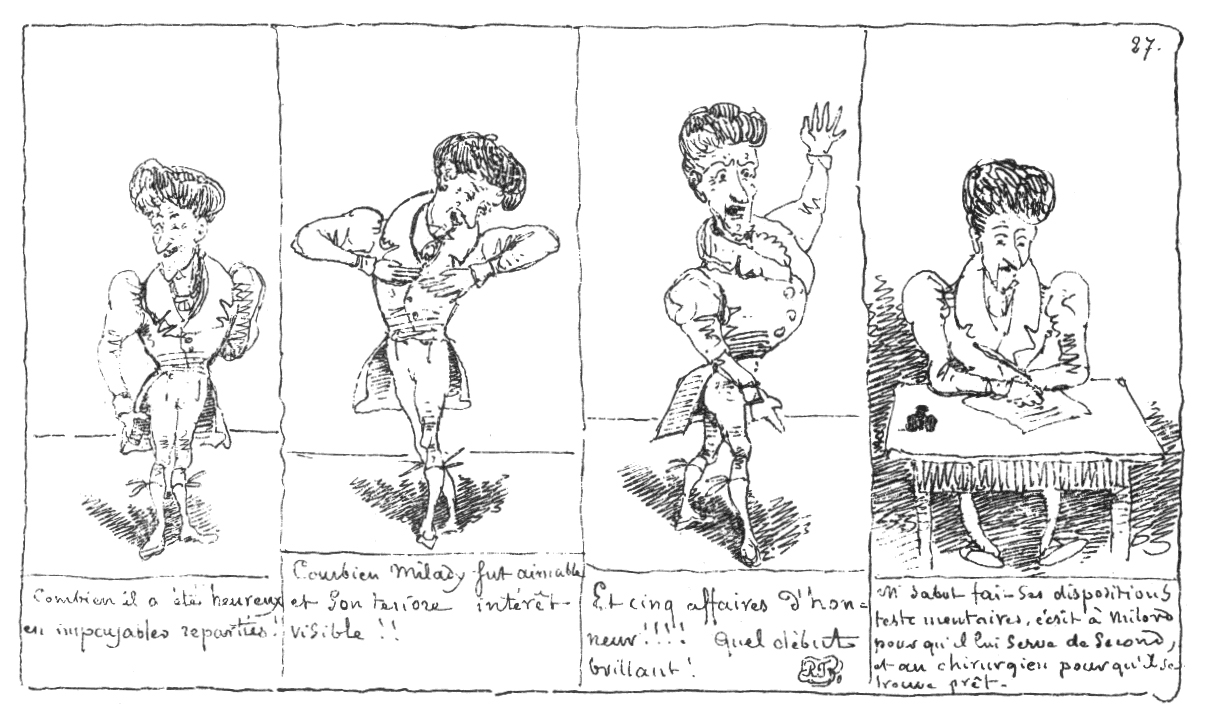
Рисунки из «Истории господина Жабо»

- Тёпфер Р. Женевские новеллы / пер. М. Н.Черневич, З. Е. Александровой ; изд. подгот. З. Е. Александрова, В. Д. Седельник, М. Н.Черневич ; отв. ред. С. И. Великовский. — М. : Наука, 1982. — 456 с. — (Литературные памятники / Академия наук СССР ; председатель ред. коллегии Д. С. Лихачёв). — 50 000 экз.. Содержание: 
  - Библиотека моего дяди (перевод М. Н. Черневич);
  - Наследство (перевод М. Н. Черневич);
  - Антернский перевал (перевод М. Н. Черневич);
  - У Жерского озера (перевод М. Н. Черневич);
  - Трианская долина (перевод З. Е. Александровой);
  - Путь за океан (перевод З. Е. Александровой);
  - Большой Сен-Бернар (перевод З. Е. Александровой);
  - Страх (перевод З. Е. Александровой);
- Библиотека моего дяди (La bibliothèque de mon oncle) //  журнал "Отечественные Записки", №№ 11-12, 1848;
- Сын дьявола : Роман Тёпфера / Р. Тёпфер ; пер. Ф. С...а. — М. : Манухин, 1859. — Т. 1. — 252 с.
- Сын дьявола : Роман Тёпфера / Р. Тёпфер ; пер. Ф. С...а. — М. : Манухин, 1859. — Т. 2. — 313 с.
- Сын дьявола : Роман Тёпфера / Р. Тёпфер ; пер. Ф. С...а. — М. : Манухин, 1859. — Т. 3. — 288 с.
- Сын дьявола : Роман Тёпфера / Р. Тёпфер ; пер. Ф. С...а. — М. : Манухин, 1859. — Т. 4. — 394 с.
- О прекрасном в искусстве: размышления и заметки женевского художника / Р. Тёпфер; перевод с французского М. Д. Г. -- Санкт-Петербург: Огни, [19--?], (Типография Б. М. Вольфа). -- 105 с.; 22 см.;